# Las aventuras de Tom Sawyer (anime)
Las aventuras de Tom Sawyer (トム・ソーヤーの冒険 Tomu Sôyâ no bôken?, "Aventuras de Tom Sawyer") es una serie de anime  basada en la novela estadounidense homónima de Mark Twain.  La serie fue emitida originalmente en Japón en el año 1980, parte del contenedor infantil World Masterpiece Theater o Meisaku de Nippon Animation.  El contenedor había antes y después producido una gran variedad de series de animación basadas en diferentes obras literarias infantiles; entre ellas estaban "Ana de las Tejas Verdes" (1979) y "La familia Robinson" (1981).  En España, la serie fue emitida a través de Televisión Española, Antena 3 y la catalana TV3 y está a la venta en una serie de DVD.

## Argumento
Tom Sawyer es un muchacho rústico, salvaje y travieso que vive con su hermanastro Sid, su tía Polly y la hija de esta, Mary. Después de la muerte de sus padres, Polly crio a los dos hijos de su hermana como si fueran sus hijos propios, con amor, ternura y afecto. Tom pasa la mayoría de su tiempo con su mejor amigo, Huck Finn, compartiendo todo tipo de aventuras como jugar a piratas en el río Misisipi o viajando en globo. Mientras disfrutan de varias aventuras y diversión, Tom y Huck por casualidad descubren oro oculto, el que supuestamente el indio Joe había encontrado en la casa encantada. Requiere mucho el corazón de Rebecca Thacher, que cree ser su futura esposa.

## Diferencias con la novela
- El anime sitúa los sucesos más en el periodo de vacaciones que en el tiempo que Tom pasa en la escuela.
- Charlie ensucia el libro de Tom, mientras que esta acción la hace Alfred Temple en la novela.
- Mientras Ben Rogers es quien se escapa junto a Tom y Huck a la isla de Jackson, en la novela es Joe Harper quien lo hace.
- La razón del castigo de Tom en el capítulo 2 es diferente a la del libro.
- Becky hipnotiza a Tom sin darse cuenta y luego Tom a ella.
- El episodio 34, la historia del globo no sucede en la novela.
- El personaje de Jim no fue esclavo de la tía Polly en la novela y aparece hasta Las Aventuras de Huckleberry Finn.

## Temas musicales
- Japón: (Inicio) "Dare yori mo Tooku e", (Cierre) "Boku no Mississippi" cantadas por Maron Kusaka.
- España: (Inicio) "Tom Sawyer", cantada en el año 1980 por el grupo español Santabárbara y en el 2006 por el grupo infantil Regaliz, (Cierre) "El barco", "El aventurero", cantadas por el grupo musical Santabárbara.

## Listado de episodios
| 1 | Mi Amigo Huck (トムとハックとブタ騒動)                      | 6 de enero de 1980       |  |  |
| Mientras Tom está en plena clase, Huck lo llama para contarle que desea atrapar a un cerdo salvaje, por lo que se escapa por una ventana y le ayuda a atraparlo, no sin antes, el señor Dobbins, profesor de Tom, lo lleva de vuelta a la escuela y le da unos azotes por haberse escapado. Después, Huck logra tranquilizar el cerdo y van al puerto a venderlo en compañía de Tom, Amy Lawrence y Joe Harper, pero un mono que venía con un actor ambulante, comienza a pelear el cerdo y se vuelve a escapar, pero esta vez dentro del barco, intentando Tom y Huck ir por él. Al final, el cerdo termina reducido por la tripulación y Tom y Huck teniendo que saltar del barco para salvarse de ser atrapados. |                                                             |                          |  |  |
| 2 | Un castigo divertido (ごきげんなペンキ塗り)                 | 13 de enero de 1980      |  |  |
| Por el tremendo lio ocasionado por el cerdo en el puerto, la Tía Polly castiga a Tom con que debe pintar toda una cerca que da a la calle y con la advertencia de que debe terminar antes del anochecer. Pero Tom se las ingenia para que los demás niños pinten la cerca con cal en lugar de él y le den algunos de sus tesoros. Además de persuadir a Ben Rogers para que pinte a cambio de una pelota de beisbol que había sacado de la tienda de su padre y Tom la tenía en su poder, ya que la perdió cuando jugaban en el bosque. |                                                             |                          |  |  |
| 3 | Amor a Primera vista (トム一目ぼれをする)                   | 20 de enero de 1980      |  |  |
| Tom se encuentra jugando a "Robin de Los Bosques" (Robin Hood) junto a sus compañeros de clase. Cuando Sid, el hermano menor de Tom lo va a buscar para ir al puerto a esperar a María, la prima de ambos e hija de la Tía Polly que viene llegando desde Saint Louis. Al momento en que los pasajeros del barco bajan, Tom se queda flechado con una niña que va en compañía de su padre y del cual queda completamente enamorado. Después de que María les entregara los regalos que trajo de Saint Louis y de que Tom le diera un golpe a Sid por estar burlándose de él por jugar a "Robin de los Bosques", comienza a buscar donde vive la niña que vio en el puerto. Ahí se entera de que es prima de Jeff Tatcher, uno de los compañeros de clase con el que Tom no se lleva nada de bien. Al ver que se asoma por la ventana de su cuarto, Tom comienza a hacer suertes para llamar la atención de la niña, logrando que esta le lance una flor en agradecimiento y lo que genera una gran emoción de Tom por lo que va cantando a su casa. En la noche, Tom le lanza al balcón un ramo de flores a la niña por la flor que le lanzó en la tarde y ahí escucha su nombre: "Becky", por lo que no deja de gritar de felicidad su nombre en medio de la noche. |                                                             |                          |  |  |
| 4 | El Hechizo (サムじいさんのおまじない)                       | 27 de enero de 1980      |  |  |
| Tom tiene deseos de ver a Becky nuevamente, por lo que se viste muy elegante para asistir a la iglesia el día domingo. Pero parece que Becky no se acuerda de él, es por eso que Tom se interpone en el paso del carruaje que dirigía el padre de Becky y que casi lo atropella. Al ver que desea con todas sus ganas ser amigo de Becky. Huck lo lleva donde el "Abuelo Sam", un anciano de color que sabe mucho de conjuros y hechicería y al cual Huck siempre visita para que le cuente historias de miedo. Ahí, le dice a Tom de un hechizo que le enseñaron sus antepasados de África y que solo puede hacer una vez en su vida, que consiste en repetir 100 veces en una noche de luna llena lo que desea. Esa misma noche, había luna llena y Tom comienza a repetir "Quiero ser amigo de Becky", pero Sid, cree que está enfermo y solo dice 95 veces y no 100 como el Abuelo Sam le dijo. |                                                             |                          |  |  |
| 5 | Becky no me recuerda (恋は異なもの味なもの)                 | 3 de febrero de 1980     |  |  |
| Después de llegar a 95 repeticiones del hechizo que le había enseñado el Abuelo Sam, todo parece salir mal para Tom. Al momento que entrar por la ventana por llegar tarde y decirle que estaba junto a Huck, el señor Dobbins en castigo le da 20 azotes y lo sienta junto a Becky. Ahí, Tom y Becky comienzan mutuamente a escribirse mensajes, pero Becky parece no recordarlo y lo único que desea es que la deje en paz. Al ver que no conseguirá nada al escribirle, Tom comienza a hacer un dibujo que la hace recordar lo que sucedió días atrás cuando le arrojó una flor por estar haciéndole suertes, por lo que queda anonadada al saber que él era ese niño. A su vez, Huck le muestra a Tom el proyecto que tiene pensado, el de construir una choza arriba de un árbol y es por eso que le pide su ayuda. |                                                             |                          |  |  |
| 6 | Huck el arquitecto (ハックの家づくり)                       | 10 de febrero de 1980    |  |  |
| Huck está construyendo su choza con la ayuda de Tom. Por eso no puede aceptar la invitación de ir a tomar el té a la casa de Becky y este le dice que debe cuidar a su tía Polly que está enferma. Al enterarse de que fue una mentira mientras se topa con la tía Polly en la tienda del señor Rogers, Becky va furiosa en busca de Tom, pero este le dice que le está construyendo una choza para que pueda tener una hermosa vista del Río Mississipi. Pero al descubrir que Tom le está sacando las herramientas sin su permiso a Jim, el esclavo de la casa de la tía Polly, se ofrece para terminar la choza a cambio de que le devuelvan las herramientas. |                                                             |                          |  |  |
| 7 | El rival (ライバル登場)                                     | 17 de febrero de 1980    |  |  |
| Tom va al pozo comunitario a buscar el agua que usarán en su casa. Al regresar, choca con Alfred Temple, un compañero de clases que le derrama toda el agua. Pero al momento de que Becky se haya negado a aceptar un picaporte que Tom le quería regalar y que Alfred se haya entrometido por interrumpirlo mientras contaba una historia a la hora del recreo, Tom reta a un duelo a golpes a Alfred para esa misma tarde cerca del aserradero y donde tiene que llevar a sus padrinos. Tom le pide a Huck ser su padrino por lo que van al lugar donde se llevará el duelo en un bote que cruje demasiado. Al llegar, Alfred se presenta con Walter, su primo y quien junto a Huck pondrán las reglas. Allí, tanto Tom como Alfred comienzan a darse de golpes, y termina el duelo en un empate. Al regresar, Tanto Tom, Huck, Alfred y Walter van en el bote en que llegaron los dos primeros, pero comienza a hacerse agua y a hundirse, por lo que se descubre que Alfred, a pesar de ser un gran peleador, no sabe nadar, siendo salvado por Tom. |                                                             |                          |  |  |
| 8 | A toda maquina (あこがれの蒸気船)                           | 24 de febrero de 1980    |  |  |
| Tom y sus compañeros de clase, al salir de la escuela, van a observar un barco de vapor llamado "River Queen", por lo que deciden ir de noche al muelle a verlo y subir en él para conocerlo. En la noche, todos fracasan en su intento de salir de sus casas ya que son descubiertos, menos Tom que manda Peter para hacer creer que la tía Polly quien es el que está haciendo los ruidos. Al momento de estar en el muelle, Tom es descubierto por la tripulación intentando subir al barco, por lo que con Huck, sube al barco al desplandose primero en un bote. Al momento de recorrer el barco, su objetivo aparte de conocerlo, es tratar de que no los vea alguien de la tripulación, por lo que al estar escondidos en la cabina del capitán, descubren que ahí trabaja como segundo oficial, un muchacho llamado Mike quien es oriundo de San Petersburgo, el que tanto Tom y Huck lo van a saludar, pero Mike lo único que quiere es deshaserse de él. Después de que Mike les enseña como manejar un barco, el capitán los descubre y escapan lanzándose al río para no ser atrapados. Después de arrojarse al río, una balsa los rescata y los lleva hasta el pueblo, contándole después a sus compañeros de clase como fue su aventura en el barco. |                                                             |                          |  |  |
| 9 | La tía Polly está enferma (ポリーおばさんの子供たち)        | 2 de marzo de 1980       |  |  |
| Después de regresar de una visita a una granja, la Tía Polly se siente un poco débil por lo que decide acostarse y mandar a María en busca del Doctor. María le sugiere que vaya por el Doctor Robinson, el nuevo médico que acaba de llegar al pueblo, pero la Tía Polly pide ir por el Doctor Mitchell. Después de que en la casa tanto Tom, Sid y María estén preocupados por el estado de salud de la Tía Polly, el Doctor Mitchell les dice que tiene pocas horas de vida y que tiene deseos de hablar a Tom. Al momento que este va a hablar con la Tía Polly, el Doctor Mitchell les dice a María y a Sid, que fue mentira lo que les dijo y que la misma Tía Polly le pidió decirles que estaba agonizando para ver si Tom de esa forma cambiara su forma de ser y no fuera tan travieso y desobediente. Pero ahí se descubre que Tom la ama profundamente como si fuese su mamá. |                                                             |                          |  |  |
| 10 | Joe el indio (村の嫌われ者)                                 | 9 de marzo de 1980       |  |  |
| |                                                             |                          |  |  |
| 11 | La busqueda del tesoro (海賊の宝)                           | 16 de marzo de 1980      |  |  |
| |                                                             |                          |  |  |
| 12 | Becky está celosa (ベッキー・サッチャー怒る)                | 23 de marzo de 1980      |  |  |
| Becky invita a Tom a tomar el té a su casa. Pero al ver que César, el perro mascota de Becky no deja tranquilo a Tom, este le pide que vayan a pasear cerca del río y le empieza a contar a Becky de todos los proyectos que tiene después de encontrar el tesoro del pirata, como comprarse una daga de verdad, un sombrero de copa, un perro para que le gane a César y que después se casará. Becky le pregunta con quien piensa casarse y ahí Tom le dice que será con ella, pero que primero pueden ser novios. Becky al decir que es muy emocionante lo que esta ocurriendo, pero Tom accidentalmente le cuenta que Amy Lawrence dijo lo mismo cuando estaba comprometido con ella, lo que hace que Becky se ponga furiosa y terminara inmediatamente el noviazgo con Tom a pesar de los esfuerzos de decirle que ya no tiene nada con Amy. En la noche mientras están cenando, Tom se siente deprimido y sin ganas de comer, por lo que después se va a su cuarto a llorar y cuestionarse por haberle dicho eso a Becky. |                                                             |                          |  |  |
| 13 | Tom y los piratas (海賊になるんだ)                          | 30 de marzo de 1980      |  |  |
| Tom está deprimido por lo sucedido con Becky el día anterior. Cuando la ve jugar a la Gallinita Ciega, se une al juego para que Becky lo atrape y reconozca, pero al momento de que es atrapado, Becky dice que no conoce a ningún Tom, lo que genera que este siga deprimido. A su vez, Ben Rogers discute con su padre y le cuenta a Tom que pretende escaparse de su casa, lo que hace que Tom tenga una gran idea y decida hacerse pirata, por lo que ambos se escapan de sus casas esa noche y quedan de juntarse en el embarcadero junto a Huck que también se une a ambos. Pero al estar navegando en una balsa que sacaron sin permiso desde el embarcadero, casi son embestidos por un barco de vapor, por lo que llegan a la Isla de Jackson, que la usan como cuartel general. |                                                             |                          |  |  |
| 14 | Los piratas no van a la escuela (海賊には学校はない)        | 6 de abril de 1980       |  |  |
| Tom, Ben y Huck están en la Isla de Jackson después de que los dos primeros se escaparan de sus respectivas casas. Ahí se acuerdan que a esa hora deberían de estar en la escuela, Tom les recuerda de que son piratas y que los piratas no van a la escuela. Mientras que en San Petersburgo, los familiares de Tom y Ben descubren que ambos se fueron de sus casas y van a la escuela a preguntarles a sus compañeros de clase si los han visto, por lo que Joe Harper les cuenta que Ben se acercó a él para preguntarle si quería acompañarlos para hacerse pirata pero este les dice que no, ya que si los acompañaría a menos que sea para ser soldados. Más tarde, se descubre que la balsa usada por Tom, Ben y Huck para escapar a la Isla de Jackson, estaba completamente destruida después de una tormenta que hubo la noche anterior, creyendo en San Petersburgo que les pasó lo peor. |                                                             |                          |  |  |
| 15 | Pobre tía Polly (冒険・冒険また冒険)                        | 13 de abril de 1980      |  |  |
| Después de enterarse de que la balsa está completamente destruida, en San Petersburgo se cree que Tom, Ben y Huck se ahogaron en el río Mississipi por lo que deciden que prepararán sus funerales. Mientas que Ben comienza a extrañar a su padre, Tom decide ir al pueblo de noche para saber que está sucediendo. Al momento de espiar en su casa, Tom se entera de que la tía Polly está profundamente entristecida por lo sucedido con él. Pero no tiene más remedio que regresar a la Isla de Jackson y contarles lo que está sucediendo en ese momento en San Petersburgo. |                                                             |                          |  |  |
| 16 | El funeral (トム・ソーヤーの葬式)                           | 20 de abril de 1980      |  |  |
| Tom en la visita de noche al pueblo, les dice a Ben y Huck que se están preparando sus funerales para el domingo y los convence de entrar ese mismo día a la iglesia y decir "ya estamos aqui, hemos vencido a la muerte". Pero al ver que el sermón toca los sentimientos de todos en la iglesia, Tom, Ben y Huck se presentan sin decir una sola palabra, generando la confusión de todos los asistentes. Ahí se dan cuenta de que los tres están vivos y que es un milagro del señor. |                                                             |                          |  |  |
| 17 | De regreso a la escuela (運の悪い日)                        | 27 de abril de 1980      |  |  |
| Tom y Ben son recibidos como héroes en la escuela por sus compañeros de clase, pero Ben les cuenta que la idea de entrar en el funeral fue de él y que Tom había llorado y que era el que más deseos tenía de regresar, sabiendo que era él quien lloraba. Pero al señor Dobbins no le causa ninguna gracia que ambos hayan faltado a la escuela, por lo que decide darle 30 azotes a Tom, por ser el de la idea de quedarse en la Isla de Jackson, entrar al funeral y aceptar el castigo que iba a imponer a Amy, ya que al verla llegar junto a Tom a la escuela cree que ella los aconsejó de hacer eso, sabiendo que no hizo nada. Y a Ben con 10 azotes por seguirlo. Ahí Ben le cuenta a Tom sobre las mentiras que había dicho, pero le da una palmada en el trasero (todavía adolorido por los azotes del señor Dobbins) en represalia. Más tarde, a la hora de las clases de educación física, Charlie, uno de los compañeros de clase, mancha con tinta el libro de estudio de Tom, siendo descubierto por Becky, por lo que Tom es azotado otras 30 veces por el señor Dobbins de manera injusta. Después en su casa, Becky llora desconsoladamente ya que se siente culpable por no haber dicho nada sobre quien manchó el libro de Tom. Tomando la decisión de que hará las paces con él. |                                                             |                          |  |  |
| 18 | Una reconciliación dolorosa (痛い仲直り)                    | 4 de mayo de 1980        |  |  |
| Al momento de irse a la escuela, Becky le promete a César, su mascota, de que hará las paces con Tom y lo invitará a su casa a tomar el té. Pero al momento de querer hacerlo, ve a Tom junto con Amy Lawrence lo que hace continuar con los celos y el enojo hacia Tom. En la hora del recreo, Becky tiene curiosidad de ver como es el libro de medicina del señor Dobbins, pero Tom la ve y accidentalmente le rompe una hoja. Al volver a clases, el señor Dobbins descubre que su libro está roto y momento de tratar de descubrir quien fue el responsable, comienza a interrogar a varios de los alumnos. Al momento de llegar a interrogar a Becky y quien estaba aterrorizada por descubrir que fue ella quien rompió el libro, repentinamente Tom dice que fue él quien accidentalmente lo rompió, echándose la culpa y no sin antes ser merecedor de 30 azotes de parte del señor Dobbins. A la salida, Becky espera a Tom para regresar juntos a su casa, no sin antes ser perseguido como de costumbre por César. |                                                             |                          |  |  |
| 19 | La competencia (蛙の戦い)                                   | 11 de mayo de 1980       |  |  |
| En la escuela se produce una competencia de quien tiene la rana que salta más lejos. Charlie, el mismo que ensució con tinta el libro de texto de Tom, tiene la mejor rana de todas las que compiten. Por lo que Tom junto a Huck, van al pantano a buscar una rana para que compita con la de Charlie, por lo que dan con la correcta y el día de la competencia se produce un empate. Cuando están en la revancha, la rana de Tom no se mueve y pierde la competencia. Después junto a Huck, ven que la rana está más pesada que antes y descubren que Charlie la hizo tragar piedras para que no se moviera. Al enterarse de esto, Tom y Huck van en busca de Charlie a su casa y lo llevan a un arroyo para hacer una competencia de saltos. A pesar de que Charlie no quería hacerlo, es obligado por ambos a saltar en castigo por haber hecho trampa en la competencia de las ranas. Posteriormente, Huck le enseña que el arroyo debe ser cruzado con el "Salto de la Rana", que consiste en que deben saltar sin tomar impulso. Al momento en que Charlie hace el salto, se cae al arroyo y Tom y Huck están riendo y celebrando por todas las cosas que Charlie le hizo especialmente a Tom. |                                                             |                          |  |  |
| 20 | El secreto del profesor (ドビンズ先生の秘密)                | 18 de mayo de 1980       |  |  |
| Mientras se refresca en el río después de los azotes que el profesor Dobbins le había dado en la escuela, Tom junto a Huck descubren un gran secreto. ¡El profesor usa peluca!, lo logran descubrir al momento cuando se la quita y se refresca la calva con un pañuelo, por lo que ambos quedan sorprendidos. Pero cuando Tom les cuenta a sus compañeros de clase que el profesor usa peluca, estos no le creen. Un día y mientras estudiaban en ausencia del señor Dobbins, la mayoría comienza a quedarse dormido producto del calor que hacia en esos momentos. Por lo que el señor Dobbins entra a la sala de clases y los descubre a todos dormidos, lo que decide que en castigo, los azotará a todos comenzando por las niñas. Es por eso que Tom decide que se van a vengar de él, por lo que con Huck planean la venganza contra el profesor. Cuando llega el último día de clases, todos los alumnos esperan al profesor Dobbins en el puente cercano a la escuela y comienzan a darle un sermón en agradecimiento, silenciosamente y sin que se diera cuenta, Huck deja caer a Pete, el gato de la casa de Tom, para que de esa forma tome la peluca y se la quite. Quedando todos impresionados de la calva del profesor Dobbins. Después de eso y con la peluca del profesor en la mano, Huck comienza a escapar siendo perseguido por un furioso señor Dobbins, hasta que lo hace caer en un hoyo con barro que lo deja completamente sucio. Así celebrando todos la venganza contra el profesor por los azotes y que las vacaciones hayan comenzado. |                                                             |                          |  |  |
| 21 | Las vacaciones (夏休みの始まり)                             | 25 de mayo de 1980       |  |  |
| |                                                             |                          |  |  |
| 22 | La medicina (病気にならない薬)                              | 1 de junio de 1980       |  |  |
| |                                                             |                          |  |  |
| 23 | Un dia de pesca (ナマズ釣りの日)                            | 15 de junio de 1980      |  |  |
| Becky va en busca de Tom pero no lo encuentra. Al momento de regresar, se encuentra con él y lo invita a tomar el té con galletas a su casa, pero Tom le dice que no podrá ir ya se comprometió en ir a pescar junto a Huck. Así que Becky decide que irá con ambos a pescar. Mientras están pescando, Tom se va a otro lado del río a probar suerte y Huck come los alimentos que Becky había llevado para merendar. Ahí Becky tiene la oportunidad de conocer mejor a Huck y contarle como es su vida, ya que muchos lo ven solo como un vagabundo y mala influencia para los demás niños del pueblo. En eso, Tom les pide ayuda a ambos ya que pescó un pez muy grande y Becky logra atraparlo gracias a que lo cubre con sus sombrero. Por lo que le regala el pez a Becky y no sin antes de despedirse, ser perseguido como de costumbre por César. |                                                             |                          |  |  |
| 22 | La adopción (ネクタイをしたハック)                          | 29 de junio de 1980      |  |  |
| La Tía Kate, tía-abuela de Becky, está de visita en San Petersburgo y tiene la intención de adoptar a Huck como hijo. Para que asista a la casa de Becky, le dicen a Huck que lo invitarán a comer pastel y así la Tía Kate tendrá oportunidad de conocerlo. |                                                             |                          |  |  |
| 25 | El campeón (意地っぱり野郎)                                 | 29 de junio de 1980      |  |  |
| Alfred Temple celebrará su cumpleaños y es por eso que está invitando a su fiesta a todos sus compañeros de clase, sólo que a Tom todavía no le entrega su invitación y cree que le guarda rencor por haberse peleado con él tiempo atrás (lo que pasó en el capítulo 7 "El Rival") así que se dedica a ayudar a Jim a cortar leña donde queda sumamente adolorido del cuerpo y que apenas se pueda levantar. Pero momentos después, llega Alfred con la invitación para Tom y este va arrastras en busca de ella. El día de la fiesta, se proponen hacer varias competencias como correr 10 vueltas alrededor de la casa, caminar con las manos y una pelea de boxeo. Pero Alfred las gana todas con facilidad y es por eso que lo quieren declarar el campeón de campeones. Por lo que a Tom se le ocurre desafiar a Alfred a un carrera de natación (convencido de que no sabe nadar). Pero lo que Tom no sabe, es que Alfred ha estado entrenando secretamente la natación. Al comenzar la competencia, Tom se confía y Alfred le gana con relativa facilidad, por lo que le propone esta vez una competencia de quien dura más tiempo bajo el agua. Tom es quien comienza y dura 48 segundos. Posteriormente es el turno de Alfred y quien después de llevar 56 segundos bajo el agua, se piensa lo peor, así que tanto Tom como Huck se sumergen bajo el agua y descubren que se está ahogando, siendo rescatado oportunamente. Después de que entre Tom, Huck y Ben están tratando de reanimar a Alfred y siendo observados por una aterrorizada Becky, este despierta y le preocupa más cuanto duró bajo el agua que su vida misma. Por lo que después de acompañar a Becky a su casa, le dice a Tom que lo quiere, dejándolo sorprendido y sin habla por la impresión, mientras se despide de ella. |                                                             |                          |  |  |
| 26 | La pequeña actriz (子役のリゼット)                          | 6 de julio de 1980       |  |  |
| Mientras Tom, Amy Lawrence, Joe Harper y Ben Rogers están comiendo dulces en el embarcadero observando a los pasajeros descender del barco, de repente se encuentran dos hombres peleando con espadas y una mujer trata de calmarlos, por lo que todos los que observaban alrededor quedan sorprendidos. Ahí se descubre que son actores de la Compañía de Teatro de David Garlic, quien hace arribo a San Petersburgo para realizar varias funciones. Junto a ellos va una niña de la edad de Tom y los demás que tiene el nombre de "Riseta" y quien le pide a Tom, Ben y Joe si le ayudan a pegar carteles en el pueblo para hacer publicidad a las funciones que se realizarán en el escenario que estará junto al pozo de agua comunitario. En ese momento, Huck se encuentra en el pozo sacando agua, pero este está girando al revés la manilla al estar distraído mirando a Riseta. En la noche, Tom le pide a la Tía Polly si le puede prestar 15 centavos para la entrada a la función de teatro, pero no desea hacerlo ya que en la mañana se gastó el dinero en dulces. Más aún que Huck le pide también 15 centavos que le preste para poder ir a la función de teatro. Por lo que Tom se va a acostar pensando como podrá solucionar este problema monetario. |                                                             |                          |  |  |
| 27 | Arriba el telón (お芝居の始まるまで)                        | 20 de julio de 1980      |  |  |
| Tom piensa en como pagará la entrada para la función de teatro, pero no tiene el dinero suficiente para su entrada ni la de Huck. Por lo que le pide a Sid que le preste dinero. Más tarde, Riseta va a visitar a Huck y le dice que no le cobrará la entrada si quiere ir a ver la función, pero Huck le dice que un amigo le prometió que le prestará el dinero para la entrada. Ahí Riseta se sincera con Huck y le dice que tiene envidia de quienes tienen amigos de verdad, ya que como viaja constantemente, no puede hacer amigos, además le cuenta que nació en Nueva Orleans y que su padre la vendió a la compañía teatral. Así, Huck le pregunta si es que el director la trata mal y le pega, por lo que le confiesa que primero la ha insultado y después que le ha dado de azotes cuando no puede aprenderse bien los libretos. En eso, Tom convence a la Tía Polly que le preste 10 centavos y lo hará con la condición de que ayude a Jim a dejar unos muebles a la granja del señor Ferguson, pero la granja queda lejos del pueblo y lo hace pensar de que no podrá llegar a tiempo para ver la función de teatro. A pesar de que tratan de llegar lo más rápido posible, la carreta pierde una rueda y se rompe al tratar de arreglarla, por lo que a Tom no tiene más remedio que irse corriendo los dos kilómetros que quedan para llegar al pueblo, haciendo que Huck le pida al director de la compañía de teatro que espere un momento antes de la llegada de Tom. Al final, llega a tiempo y puede ver la obra desde el inicio. |                                                             |                          |  |  |
| 28 | Salvemos a Riseta (リゼットを助けろ!)                       | 27 de julio de 1980      |  |  |
| La obra de teatro "Riseta, la niña errante" ha comenzado. Pero al transcurrir esta, se nota que es una obra muy dramática en donde Riseta sufre muchos maltratos, por lo que los niños no pueden aguantar el "sufrimiento" de Riseta en el escenario. Al ser tan creíble la actuación, Huck ya no aguanta más y sube al escenario a tratar de ayudarla a escapar, no siendo expulsado del escenario por uno de los actores con el que Riseta interactuaba en ese momento Cuando el actor sacaba a rastras a Huck, lo golpea con una silla y Tom y los demás niños suben al escenario a golpear a los actores, transformándose en un verdadero caos, por lo que entre el director y Riseta tratan de controlarlos y hacerles entender que nada más es una obra de teatro y todo es de mentira. Al otro día, Huck piensa que Riseta estaba enojada con él, pero le confiesa a Tom que lo hizo porque no pudo discernir entre realidad y ficción. Por lo que en la función de la noche, Huck va personalmente a ver a Riseta y pedirle perdón por lo sucedido en la tarde, lo que aprovecha de prometerle que lo irá a visitar a su choza al día siguiente. Contento por lo sucedido Huck le va a contar a Tom y lo va gritando en medio de la noche, que Riseta no estaba enojada con él. |                                                             |                          |  |  |
| 29 | Un triste adiós (突然のさようなら)                          | 3 de agosto de 1980      |  |  |
| Huck está en compañía de Riseta y Sid (que también se enamoró de ella) está a la espera de que baje y así llevarla por un atajo hasta el pueblo. Después Huck les cuenta a Tom y Becky que con Riseta estuvieron hablando de muchas cosas y una de ellas fue que el resto de los actores no se lleva nada de bien tras bambalinas, especialmente el director y Edmund, el actor más joven de la compañía. A la mañana siguiente, Huck va en busca de algunos alimentos para prepararselos a Riseta cuando la vaya a ver a su choza, pero mientras buscaba lo demás, en el pueblo se enteran de que tanto Edmund como Rosalie, los miembros de la compañía teatral, se habían marchado temprano a Illinois sin decirle nada a nadie, por lo que el director, Samuel (el otro actor de la compañía) y Riseta, tendrán que suspender sus funciones y partir de San Petersburgo en esos momentos, ya que tienen planeado ir a Nueva Orleans a buscar otros actores para reformar la compañía, a pesar de que Riseta le pide al director que se quede un día más o que si conoce alguna obra donde solo participen tres actores, no le queda otra opción que decirle a Tom que le diga a Huck que se marchará, para que comprenda y la perdone y que algún día regresará. Después en el embarcadero, Tom le pasa un melón a Riseta de parte de Huck, ya que este no quiso ir a despedirse de ella porque no quiere que lo vean llorar, a pesar de que tanto Huck como Riseta, se quieren muchísimo. Así que desde su choza y al ver el barco de vapor donde iba Riseta, desde ahí se despide de ella con lágrimas en los ojos. |                                                             |                          |  |  |
| 30 | El padre de Huck (ハックの父親)                             | 10 de agosto de 1980     |  |  |
| Después de que Risetta y la compañía de teatro se fuera del pueblo, llovió durante dos días seguidos y Tom se preocupa por si Huck tiene hambre. Cuando para de llover, Tom le lleva a Huck pan y jamón y aprovecha de preguntarle si es que ha sabido algo de su padre, del cual se descubre que es un ebrio que lo pasaba golpeando y es por eso que decidió irse de la casa y vivir solo. Cuando se van a ver si en el río hay algo de valor que fue arrastrado por la lluvia. Ahí Tom descubre un cadáver que llevaba varios días de fallecido por lo que junto a Huck le van a avisar al comisario Collins. Tom cree que el cadáver pertenece al padre de Huck, pero descubren que está vivo cuando Tom junto a Becky lo ven en el muelle y pregunta por Huck, quien se va a esconder a un lugar donde no lo puedan encontrar. |                                                             |                          |  |  |
| 31 | El candelabro (数を数えろ)                                  | 17 de agosto de 1980     |  |  |
| Huck todavía sigue temeroso por saber que su padre lo andaba buscando, al momento que regresa a su choza, se encuentra que Muff Potter dormido dentro de ella, por lo que Huck se asusta. Ahí, Muff le cuenta que el padre de Huck le dejó el recado que lo volverá a buscar. Huck le cuenta a Tom que es el aniversario de la muerte de su madre y que sucedió cuando él tenía 5 años de edad. Para poder rezarle a su madre muerta en la noche, Huck intenta hacer un candelabro con un trozo de madera pero no le resulta. Por lo que Tom le presta una de plata de las de la Tía Polly que siempre está contando y sacando brillo, por lo que les pide a Sid, María y Jim, que hagan un plan para sacar un candelabro y así prestarselo a Huck. El plan consiste en confundir a la Tía Polly a la hora de contar los cubiertos de plata cuando los estaba limpiando. Así, Tom logra sacar uno de los candelabros y se lo presta a Huck. Por lo que en la noche, reza por el alma de su madre y por quienes le ayudaron a sacar el candelabro. |                                                             |                          |  |  |
| 32 | La fiebre del oro (黄金を見つけた!)                         | 24 de agosto de 1980     |  |  |
| Después de que Tom encontrara una pepita de oro en el río Lolerey equivalente a 5 dólares, lo que es muchísimo dinero. Se produce una fiebre de oro en San Petersburgo, en donde llegan personas de otros pueblos y ciudades en busca de oro y hacerse ricos, pero al final no encuentran nada. |                                                             |                          |  |  |
| 33 | Hacia la libertad (自由に向って逃げろ)                      | 7 de septiembre de 1980  |  |  |
| En la noche y mientras dormían, Tom escucha un ruido fuera de la casa, ahí es atrapado por un hombre de color malherido que pregunta por Jim, este le pide prometer que no gritara ni dirá nada. Ahí se descubre que ese esclavo es Morris, un amigo de la infancia de Jim, del cual venía escapando de los capataces de la granja donde trabajaba, que queda herido después de dispararle. A la mañana siguiente, Jim se reúne con la gente de color del pueblo y les cuenta que tendrán un funeral. Mientras dos forasteros que venían a caballo, preguntan por el esclavo que venía escapando. Tom, posteriormente es convencido por Jim para que construya una balsa mientras están en el funeral y los dos forasteros, al ver que Tom y sus amigos están construyendo la balsa, se convencen de que el funeral de la persona de color a quien buscaban era de Morris. En la noche, van al Río Mississipi a despedir a Morris quien viajara en la balsa hasta Kearo, un pueblo donde los esclavos consiguen su libertad. |                                                             |                          |  |  |
| 34 | El globo (天から降って来た男)                               | 14 de septiembre de 1980 |  |  |
| Mientras está de visita en la choza de Huck, Tom ve que algo extraño se viene acercando en el cielo, a pesar de que Huck le tiene miedo, Tom le dice que ese aparato que se viene acercando se llama globo. Cuando el globo pasa por el pueblo de San Petersburgo, crea un gran caos ya que dicen que es el diablo que se viene acercando. Después Tom instuye que el globo pasará por la Colina de Cardiff. Al estar en ese lugar, descubren que dentro de él va un hombre que comienza a pedir su ayuda, por lo que les lanza una cuerda para que lo amarren, pero no hace falta ya que el globo se estrelló en un árbol y el hombre cae al piso. Ahí descubren a la persona que iba en él se presenta como Arthur O'Conell y que trabaja para el ejército como ingeniero aeroespacial. Pero el Comisario Collins lo apunta con su pistola, creyendo que es un enviado del diablo que llegó con ese monstruo, siendo calmado por Tom y Huck quienes le explican sobre el globo y el hombre que lo tripulaba. |                                                             |                          |  |  |
| 35 | Me gustaría volar (空を飛びたい)                            | 21 de septiembre de 1980 |  |  |
| |                                                             |                          |  |  |
| 36 | El globo volará (気球を直そう)                              | 28 de septiembre de 1980 |  |  |
| |                                                             |                          |  |  |
| 37 | La partida (空からの眺め)                                   | 5 de octubre de 1980     |  |  |
| |                                                             |                          |  |  |
| 38 | El cementerio (おそろしい出来事)                            | 12 de octubre de 1980    |  |  |
| Tom y Huck después de escuchar de que en la noche aparecían fantasmas en el cementerio, deciden ir para verlo por su propia cuenta. Ahí descubren que el Doctor Robinson junto a Muff Potter y Joe El Indio, están desenterrando un cuerpo que fue enterrado esa misma tarde en un funeral. Después de que tanto Muff como Joe El Indio, quienes hacían el trabajo de desenterrarlo le exigen más dinero por el trabajo al Doctor Robinson, este último se niega a hacerlo, diciendo algunas verdades de Joe el Indio que no han sido descubiertas y también comienza a golpear a Muff Potter con un crucifijo hasta dejarlo inconsciente, donde se le cae la mavaja que llevaba, siendo tomada después por Joe El Indio quien la usa para apuñalar al Doctor Robinson y causarle la muerte. Cuando Muff Potter vuelve en si, Joe El Indio previamente le coloca en su mano derecha la navaja a Muff y le cuenta que después de despertar, tomó la navaja y apuñaló al Doctor Robinson, por lo que Muff Potter está convencido de que lo mató. Lo que no se habían dado cuenta, es que Tom y Huck habían visto todo y por el miedo de la situación y a Joe El Indio, hacen un juramento de que no dirán nada de lo que vieron. |                                                             |                          |  |  |
| 39 | Remordimiento de conciencia (良心の痛み)                    | 19 de octubre de 1980    |  |  |
| Después de la muerte del Doctor Robinson la noche anterior, El comisario Collins toma detenido a Muff Potter y lo deja encerrado en la cárcel. Pat, el ayudante del comisario, encuentra la navaja con la que fue asesinado el Doctor Robinson en el lugar de los hechos. Pero en los últimos días, Tom tiene pesadillas por lo visto la noche del asesinato y al saber que Muff Potter está encarcelado injustamente, trata de ayudarlo llevándole algo de comer, ahí se enteran de que en un par de días, será su juicio y de ser declarado culpable, será sentenciado a morir en la ahorca. |                                                             |                          |  |  |
| 40 | El juicio de Muff Potter (マフ・ポッターの裁判)             | 26 de octubre de 1980    |  |  |
| El juicio contra Muff Potter ha comenzado, si es declarado culpable, será sentenciado a morir ahorcado. El primero en testificar es Joe El Indio, quien dice la versión que tanto él como todos en el pueblo tenían conocimiento, de que Muff Potter fue quien mató al Doctor Robinson. Tom, al ver que Muff será injustamente sentenciado a morir, se arma de valor y es llamado por el abogado defensor, quien lo hace pasar al estrado. Tom comienza a contar la verdad de los hechos, donde señala que quien mató al Doctor Robinson en verdad y señala a Joe el Indio como el verdadero asesino, pero pierde la cordura e intenta hacerle daño, siendo es detenido por varios asistentes. Pero quiebra una ventana y escapa del pueblo, mientras Huck pide que lo atrapen. Después, Muff Potter, con lágrimas en los ojos, va a abrazar a Tom en agradecimiento y a la vez, este último le pide perdón por no decir la verdad, producto del miedo que tenía. |                                                             |                          |  |  |
| 41 | La búsqueda (インジャン・ジョーの行方)                      | 2 de noviembre de 1980   |  |  |
| Como ya es sabido, Joe El Indio fue delatado por Tom en el juicio contra Muff Potter, por lo que se encuentra muy nervioso al saber que se escapó. Es por eso que el comisario Collins contrata a un detective que viene desde Saint Louis para proteger a Tom. En la noche, Tom sueña con que es atacado por Joe El Indio producto de que sigue nervioso al saber que todavía está profugo. A la mañana siguiente, el detective llega y se presenta como el detective Pinkard. Pero Tom y Huck piensan que con este detective, será imposible atraparlo. Después el detective va junto a Pat, el ayudante del comisario, a la guarida de Joe El Indio y lo único que sabe hacer es quejarse del mal olor que hay, producto de la descomposición de los animales que robaba de las granjas cercanas al pueblo y los faenaba. Rato después, el detective llama a Tom para que le cuente lo que sabe, pero solo sabe enredar las cosas. Al día siguiente, Tom y Becky salen a pasear y esta última le cuenta que se irá a Saint Louis a visitar a su tía abuela y Tom le dice que le encantaría viajar en barco en su compañía, hasta que el detective los interrumpe. Por lo que al llegar a la casa, la Tía Polly como María le piden a Tom que viaje a la granja de la Tía Sally que queda en Arkansas y sale corriendo de la casa saltando y gritando para ir a contarselo a Becky, no sin antes de ser perseguido por César como de costumbre. |                                                             |                          |  |  |
| 42 | El intruso (楽しい船の旅)                                   | 9 de noviembre de 1980   |  |  |
| Tom se va a despedirse de Huck a su casa y le contará que se irá de viaje, cuando salen a correr por el bosque, se asoma alguien quien lo deja aterrorizado, es el padre de Huck quien está borracho como siempre y lo está buscando para llevárselo. Después, Tom y Becky van de viaje en el barco de vapor donde pasan muchas aventuras juntos y donde se encuentran con el detective Pinkard, quien le dice a Tom que tiene la conclusión de que Joe El Indio murió ya que se ahogó en el río. Pero mientras Tom quiere decirle a Becky si él se transforma en un timonel de barco, querrá ser su novia formal, esta se distrae con ver la pierna de una persona salir de un barco salvavidas. Ahí descubren que es Huck quien venía de polizón, ya que por miedo a su padre decide escapar del pueblo. Al momento de salir del bote salvavidas, deben tratar de que Huck no sea visto por la tripulación, para ir a la habitación de Becky donde aprovecha de comer unas galletas que Becky le regala, ya que estaba muerto de hambre. Posteriormente, entre Tom y Becky, pagan el pasaje de Huck para que viaje como un pasajero más. Ahí, a Tom se le ocurre la idea de acompañarlo a la granja. |                                                             |                          |  |  |
| 43 | Vi un caballo blanco (白い馬を見た)                         | 16 de noviembre de 1980  |  |  |
| |                                                             |                          |  |  |
| 44 | La captura de relámpago (稲妻をつかまえろ)                  | 23 de noviembre de 1980  |  |  |
| |                                                             |                          |  |  |
| 45 | El caballo salvaje (さらば白馬よ)                           | 30 de noviembre de 1980  |  |  |
| |                                                             |                          |  |  |
| 46 | El tesoro (化物屋敷で)                                      | 7 de diciembre de 1980   |  |  |
| De regreso a San Petersburgo, Tom le sugiere a Huck que viva en la mansión de los fantasmas al ver que la choza está deteriorada y se acerca el otoño. Cuando están explorandola para ver si Huck puede vivir ahí, de repente entra una persona que comienza a sacarse la barba y una capa que llevaba puesta y es nada más ni nada menos que Joe el Indio, quien viene en compañía de un ayudante que conoció en su huida y que tiene el nombre de Gil. Mientras Gil va a vigilar que nadie se acerque, Joe el Indio descubre unos ladrillos y saca una bolsa con monedas de oro que ambos habían robado anteriormente, después desentierran en una parte de la casa y sacan una caja que tenía una gran cantidad monedas de oro dejado por una anterior banda que fueron llevados a la ahorca. Pero al encontrar extraño que hubiera una picota dentro del lugar, Joe el Indio sospecha que alguien los está vigilando, por lo que Tom y Huck comienzan a huir, no sin antes Joe el Indio comienza a subir las escaleras, pero estas se rompen, Ahí decide que las monedas de oro serán enterradas en otro lugar. A pesar de que Tom y Huck le dicen al comisario que vieron a Joe el Indio, a regañadientes va a ver la mansión de los fantasmas. |                                                             |                          |  |  |
| 47 | La cueva de McDougal (1.ª parte) (マクドウガルの洞窟)       | 14 de diciembre de 1980  |  |  |
| Se acaban las vacaciones y como es tradición, días antes de comenzar la escuela se realiza un día de campo cerca de la cueva de McDougal. Sid, que tenía deseos de ir, no puede ya que está enfermo y con fiebre. Al momento de estar almorzando, Tom le ofrece a Becky separarse del grupo para ir a explorar el interior de la cueva de McDougal. Ahí pueden ver lo lindo que es en su interior, pero se adentran demasiado y terminan perdidos, así que ahora el objetivo es buscar donde está la entrada. Mientras tanto, Huck, que tampoco fue al día de campo ya que no va a la escuela, mientras va a un lugar del Río Mississipi a pescar, descubre un cadáver por lo que va a avisarle al comisario Collins en donde está. Ahí le dicen que la persona que encontraron, es el socio de Joe El Indio que lo mató para quedarse con todas las monedas de oro que habían escondido. |                                                             |                          |  |  |
| 48 | La cueva de McDougal (2.ª parte) (インジャン・ジョーの最後) | 21 de diciembre de 1980  |  |  |
| Tom y Becky siguen extraviados dentro de la cueva de McDougal y al ver la luz de una vela, ambos creen que el comisario Collins quien viene en su búsqueda, pero al asomar la vela hacia su rostro, es Joe El Indio quien aparece y que va en busca de las monedas de oro que escondió en la cueva. Ahí le cuenta a Tom que desde que lo delató en el juicio por la muerte del Doctor Robinson, la vida se le ha hecho más difícil como fugitivo. Tom, que está muerto de miedo, le dice a Joe El Indio que lo mate de una vez, pero Joe le dice que no tiene el valor para matar a un niño y le ayuda a tomar el camino correcto para que junto a Becky puedan salir. Al ver que el comisario Collins se acerca, le dice a Joe El Indio que se entregue, pero este le lanza una navaja y escapa hacia el interior. Posteriormente, el comisario logra rescatar sanos y salvos a Tom y Becky y aprovecha de dar otra noticia, que Joe El Indio murió producto de la caída a uno de los pozos subterráneos. |                                                             |                          |  |  |
| 49 | Se acabaron las vacaciones (格好の悪い終り方)               | 28 de diciembre de 1980  |  |  |
| Tom junto a Huck deciden ir de noche a la Cueva de McDougal en busca de las monedas de oro que Joe el Indio dejó ahí. Al regresar a San Petersburgo con el saco con las monedas, ambos tratan de ir lo más cautelosamente posible para que no los descubran. Al llegar a la casa de Tom, la Tía Polly le tiene preparado un sermón por estar afuera hasta tan tarde. Ahí Tom le dice que espere y hace pasar a Huck (a regañadientes por la Tía Polly, ya que le tiene prohibido juntarse con él) con el saco con las monedas, quedando estupefacta de la impresión cuando vierten las monedas en el comedor. Después de reponerse de dos desmayos producto de la impresión, la Tía Polly junto a Tom, Sid, María y Huck comienzan a contar las monedas y se dan cuenta de que, tanto Tom como Huck, son ahora muy ricos, a pesar de que a la Tía Polly le repiten una y otra vez de que Tom es legalmente el dueño de esas monedas. Posteriormente, el comisario Collins habla con la Señora Douglas, una de las mujeres acaudaladas del pueblo y al ver que Huck también era dueño de una gran cantidad de dinero, la convencen para lo adopte como hijo y así sea su tutora. Al pasar una semana, Tom intenta ir a visitar a Huck, pero los criados de la casa de la señora Douglas, le niegan la entrada, es por eso que decide visitarlo de noche, ahí Huck le cuenta que a pesar de que la señora Douglas lo trata como si fuese su verdadero hijo, está arrepentido de ser rico y que no le gusta esa vida, contandole la rutina diaria y que también lo obligará a ir a la escuela, generando en Tom una cara de sorpresa, sabiendo ya que se habían acabado las vacaciones. Al día siguiente, Tom como se levanta tarde para ir a la escuela como siempre y llegando tarde como de costumbre. Ahí se percata que el señor Dobbins es reemplazado por una nueva profesora, la señorita Natalie Rose, pero más espectación genera, la ida por primera vez a la escuela de Huck. Después la señorita Rose les pide que escriban unas multiplicaciones que hizo en el pizarrón, lo que genera los reclamos tanto de Tom como de Huck, que no entienden nada de lo que sale ahí. Así que por la rebeldía de ambos, la señorita Rose les dará 10 azotes a cada uno. Aprovechando Tom de contarles que puede que Huck le cuente también sus aventuras (refiriéndose al libro "Las Aventuras de Huckleberry Finn") y de despedirse de la teleaudiencia. |                                                             |                          |  |  |

## Doblaje en español
- Conchita Núñez - Tom Sawyer
- Angélica González - Becky Thatcher
- Amelia Jara - Huckleberry Finn
- Carolina Montijano - Ben Rogers
- Irene Guerrero de Luna - Tía Polly
- Joaquín Vidriales - Sheriff Collins
- Selica Torcal - Sid
- Ana Ángeles García - Amy Lawrence
- José Luis Gil - Jim
- Ana María Saizar - Señora Thatcher

## Curiosidades
- En el capítulo 49 se hace un guiño al asesinato de John Lennon ocurrido en el mismo año en que la serie se produjo. En el periódico que el doctor Mitchell sostiene se lee John Lennon Shooted! (¡Balearon a John Lennon! en castellano).
- En el doblaje angelino y español, se dice que el domingo van a misa, pero en realidad, el culto al que se asiste en los capítulos 4 y 16 es de estilo presbiteriano.
- Ben viste una ropa propia de la década de 1940, y su padre también usa una vestimenta muy moderna para el supuesto funeral de Ben y sus amigos.